# مهرجان كان السينمائي 1955
مهرجان كان السينمائي لعام 1955 هو الدورة الثامنة للمهرجان عُقد في 26 أبريل إلى 10 مايو من عام 1955، حصل فيلم «مارتي» للمخرج الأمريكي ديلبرت مان على النسخة الأولى من السعفة الذهبية للمهرجان.